# Gerhard Götz (Politiker)
Gerhard Götz (* 1920) ist ein ehemaliger Funktionär der DDR-Blockpartei DBD.

## Leben
Der ausgebildete Landwirt Götz war Genossenschaftsbauer in Arnsdorf. Von 1957 bis 1963 fungierte er als Vorsitzender des Bezirksverbandes Dresden der DBD. Er war zudem Abgeordneter des Kreistages und des Bezirkstages Dresden. 
Götz wurde mit der Ehrennadel der Nationalen Front des demokratischen Deutschland ausgezeichnet. 